# Saint-Martin-du-Mont (Ain)
Saint-Martin-du-Mont es una comuna francesa del departamento de Ain, en la región de Auvernia-Ródano-Alpes.

## Demografía
| 1 019 | 1 007 | 909 | 1 078 | 1 179 | 1 302 | 1 505 | 1 717 |
| Para los censos de 1962 a 1999 la población legal corresponde a la población sin duplicidades (Fuente: INSEE [Consultar]) |       |     |       |       |       |       |       |